# Lechón (Spagna)
Lechón è un comune spagnolo di 59 abitanti situato nella comunità autonoma dell'Aragona.